# 愛のことば (ビートルズの曲)
「愛のことば」 （あいのことば、原題 : The Word）は、ビートルズの楽曲である。1965年12月3日に発売された6作目のイギリス盤公式オリジナル・アルバム『ラバー・ソウル』のA面5曲目に収録された。レノン＝マッカートニーの作品で、ボーカルは主にジョン・レノン、ポール・マッカートニー、ジョージ・ハリスンの3声コーラスで、ミドルエイトのみレノンがリードをとっている。

## 背景
本作はレノンとマッカートニーの共作で、本作についてレノンは「ポールと一緒に書いたけど、ほとんどは僕が書いた。ことばを読むとなかなか垢抜けてるのがわかるよ。ちょうどマリファナにはまっていた時期だ。これは“愛”。“愛と平和”の“愛”だ」と語り、マッカートニーは「僕らは少しマリファナを吸ってから、カラフルな気分で書いた。僕らは普段作業をしながら吸ったりしなかったから、初めての体験だった」と語っている。
作曲の貢献度について、2018年にハーバード大学のマーク・グリックマンらが、かつてシェイクスピアの作品のいくつかは劇作家のクリストファー・マーロウとの共著であると解明したのと同じ統計学の手法を用いて楽曲や作曲背景の分析を行い、「『The Word』はポールの作品と結論づけた」と発表した。

## 曲の構成
音楽的には、曲は疾走するリズムと数コードと簡単なメロディ（Dメジャー）の上に成り立っている。リフレインはDのキーに設定されたブルース形式になっていて、主にD7コードが使用されており、これは「ドライヴ・マイ・カー」や「タックスマン」でも使用された。
後年、マッカートニーは、本作について「ジョンと僕は『ロング・トール・サリー』みたい記憶に残る曲が作りたかったんだ。『愛のことば』ではそれに近づけたかな」と語っている。

## 評価
『ラバー・ソウル』の発売50周年を記念したレビューで、『クラシック・ロック』誌のジェイコブ・アルバーノは、本作について「絶対的に素晴らしい物と言えるわけではない」「ハーモニーが少し不自然」とする一方で、本作を「面白い楽曲」とし、下降するピアノのフレーズとリンゴ・スターのドラミングを称賛した。
2018年に『タイムアウト・ロンドン』誌が発表した「The 50 Best Beatles songs」で、第33位にランクインした。

## クレジット
※出典。
- ジョン・レノン - リード・ボーカル、バッキング・ボーカル、リズムギター
- ポール・マッカートニー - ハーモニー・ボーカル、ベースギター、ピアノ
- ジョージ・ハリスン - ハーモニー・ボーカル、リードギター
- リンゴ・スター - ドラム
- ジョージ・マーティン - ハーモニウム

## カバー・バージョンやその他の使用例
「愛のことば」は、13thフロア・エレベーターズ、ケリー・ハント、ポール・ミシェルらによってカバーされた。
2006年にシルク・ドゥ・ソレイユのショーのサウンドトラック・アルバムとして発売された『LOVE』に、「ドライヴ・マイ・カー」、「ホワット・ユー・アー・ドゥーイング」とのメドレー「ドライヴ・マイ・カー / 愛のことば / ホワット・ユー・アー・ドゥーイング」（Drive My Car / The Word / What You're Doing）が収録された。このメドレーには、「タックスマン」のギターソロと「サボイ・トラッフル」のホーンセクションのほか、「ルーシー・イン・ザ・スカイ・ウィズ・ダイアモンズ」のコーラスと「ヘルター・スケルター」の効果音がコラージュされている 。